# 當代流行電台
當代流行音樂類型電台（同时还被称为CHR、当代流行音乐类型、流行表、当前流行音乐类型、流行音乐类型、40强或者流行电台）是一种在美国、巴西、英国、爱尔兰、加拿大、纽西兰、澳洲、菲律宾、新加坡和南非最常见的电台格式，主要是以40强音乐榜单来播放当前和非当前的流行音乐。该电台涉及许多子种类，特别专注于摇滚、流行和城市音乐。